# Christian Synaeghel
Christian Synaeghel (Leffrinckoucke, 28 gennaio 1951) è un ex calciatore francese, di ruolo centrocampista.

## Carriera

### Club
Ha giocato nella massima serie francese.

### Nazionale
Ha collezionato cinque presenze con la propria Nazionale.

## Palmarès

### Club

#### Competizioni nazionali
- Campionato francese: 3

Saint Etienne: 1973-1974, 1974-1975, 1975-1976
- Coppa di Francia: 3

Saint-Etienne: 1973-1974, 1974-1975, 1976-1977